# 澳大利亚新浪潮
澳大利亚新浪潮（英語：Australian New Wave；又称澳大利亚电影复兴、澳大利亚电影复兴或新澳大利亚电影）是澳大利亚电影在世界范围内重新流行的时代，尤其是在美国。它开始于20世纪70年代初，一直持续到20世纪80年代中后期。这个时代也标志着Ozploitation的出现，这是一种以利用澳大利亚口语文化为特征的电影类型。

## 背景
二战后，澳大利亚的电影业逐渐衰落，到1960年代初几乎停滞。戈顿政府（1968–71年）和惠特拉姆政府（1972–75年）进行了干预，将该行业从预期的遗忘中拯救出来。联邦政府和几个州政府建立了一些机构，协助资助电影制作，并通过澳大利亞影視與廣播學院培训电影制作人，培养了新一代的澳大利亚电影制作人，使他们能够将自己的设想搬上银幕。1970年代，澳大利亚电影业出现了巨大复兴。1970年至1985年期间，澳大利亚制作了近400部电影，比澳大利亚电影业历史上制作的电影还要多。
与“新浪潮”前的电影相比，“新浪潮”电影通常被认为是新鲜和有创意的，拥有“活力，对开放空间的热爱，以及对突然暴力和慵懒性爱的倾向”。许多澳大利亚新浪潮电影的“直截了当的叙事风格”让美国观众想起了“刚刚结束的1960年代末至1970年代初的好莱坞特立独行时期”。

## 代表作品

### 1970年代
- 1971年：
  - 《鸛（英语：Stork (film)）》（Stork）[4]
  - 《澳洲奇談》（Walkabout）[5][6]
  - 《驚嚇之醒》（Wake in Fright）[7]
- 1972年：《巴里·麥肯齊歷險記》（The Adventures of Barry McKenzie）[8]
- 1973年：《奇男子艾文》（Alvin Purple）[9]
- 1974年：
  - 《巴黎食人車》（The Cars That Ate Paris）[5][6]
  - 《石頭（英语：Stone (1974 film)）》（Stone）[8]
- 1975年：
  - 《直搗黃龍》（The Man from Hong Kong）[8]
  - 《懸崖上的野餐》（Picnic at Hanging Rock）[7][6]
  - 《遙遙星期日》（Sunday Too Far Away）[7][6]
- 1976年：
  - 《瘋狗摩根》（Mad Dog Morgan）[8]
  - 《凱蒂的獨立日記（英语：Caddie (film)）》（Caddie）[9]
  - 《惡魔的遊樂場（英语：The Devil's Playground (1976 film)）》（The Devil's Playground）[7][6]
  - 《瘋狂派對》（Don's Party）[10][6]
  - 《幻想》（Fantasm）[8]
  - 《死亡騙子》（Deathcheaters）[4]
  - 《鵜鶘的故事（英语：Storm Boy (1976 film)）》（Storm Boy）[6]
- 1977年：
  - 《性愛博士》（Fantasm Comes Again）[9]
  - 《最後大浪》（The Last Wave）[5][6]
  - 《薩默菲爾德（英语：Summerfield (film)）》（Summerfield）[4]
  - 《通往智慧之路（英语：The Getting of Wisdom (film)）》（The Getting of Wisdom）[9][6]
- 1978年：
  - 《派翠克（英语：Patrick (1978 film)）》（Patrick）[8]
  - 《吉米·布萊克史密斯的聖歌（英语：The Chant of Jimmie Blacksmith (film)）》（The Chant of Jimmie Blacksmith）[8][6]
  - 《漫長假期（英语：Long Weekend (1978 film)）》（Long Weekend）[5][6]
  - 《驚天大劫案》（Money Movers）[9][6]
  - 《新聞線上》（Newsfront）[9][6]
- 1979年：
  - 《迷霧追魂手》（Mad Max）[7]
  - 《我的璀璨生涯（英语：My Brilliant Career (film)）》（My Brilliant Career）[5][6]
  - 《快照（英语：Snapshot (film)）》（Snapshot）[11]
  - 《男人戰場》（The Odd Angry Shot）[9]
  - 《嗜血（英语：Thirst (1979 film)）》（Thirst）[8]
  - 《水管匠（英语：The Plumber (1979 film)）》（The Plumber）[6]

### 1980年代
- 1980年：
  - 《烈血焚城（英语：Breaker Morant (film)）》（Breaker Morant）[5][6]
  - 《俱樂部（英语：The Club (play)）》（The Club）[8]
  - 《連鎖毀滅》（The Chain Reaction）[9]
  - 《荒野有晴天》（Manganinnie）[4]
  - 《丑角（英语：Harlequin (film)）》（Harlequin）[9]
- 1981年：
  - 《加里波底（英语：Gallipoli (1981 film)）》（Gallipoli）
  - 《衝鋒飛車隊》（Mad Max 2）
  - 《青春旋律（英语：Puberty Blues (film)）》（Puberty Blues）
  - 《公路遊戲》（Roadgames）
- 1982年：
  - 《Z字特攻隊》（Attack Force Z）[8]
  - 《來自雪河的人（英语：The Man from Snowy River (1982 film)）》（The Man from Snowy River）[12]
  - 《血海翻天（英语：Next of Kin (1982 film)）》（Next of Kin）[9]
  - 《搖滾夢（英语：Starstruck (1982 film)）》（Starstruck）[6]
  - 《危险年代》（The Year of Living Dangerously）[12][6]
  - 《熱浪（英语：Heatwave (film)）》（Heatwave）[13]
- 1983年：
  - 《小子萬歲》（BMX Bandits）[8]
  - 《私語（英语：Careful, He Might Hear You (film)）》（Careful, He Might Hear You）
- 1984年：
  - 《衝出青雲路》（Annie's Coming Out）
  - 《獵魔（英语：Razorback (film)）》（Razorback）[5]
- 1985年：
  - 《布利斯（英语：Bliss (1985 film)）》（Bliss）[14]
  - 《衝鋒飛車隊續集》（Mad Max Beyond Thunderdome）[5]
- 1986年：
  - 《鱷魚先生》（Crocodile Dundee）[5]
  - 《小火車大劫案》（Malcolm）[8][15]
  - 《駛入死角（英语：Dead End Drive-In）》（Dead-End Drive In）[5]
- 1987年：
  - 《失聲歲月》（The Year My Voice Broke）[5]
  - 《輕騎兵（英语：The Lighthorsemen (film)）》（The Lighthorsemen）[9]
- 1988年：
  - 《鱷魚先生2》（Crocodile Dundee II）[5]
  - 《少年愛因斯坦》（Young Einstein）[15]
- 1989年：《航越地平線（英语：Dead Calm (film)）》（Dead Calm）[5]